# USS Kennedy (DD-306)
Za druga plovila z istim imenom glejte USS Kennedy.
USS Kennedy (DD-306) je bil rušilec razreda Clemson v sestavi Vojne mornarice Združenih držav Amerike.
Rušilec je bil poimenovan po ameriškem politiku Johnu Pendletonu Kennedyju.

## Zgodovina
V skladu s Londonskim sporazumom o pomorski razorožitvi je bil rušilec 1. maja 1930 izvzet iz aktivne službe in naslednje leto prodan kot staro železo.